# Эффект Вериго — Бора
Эффект Вериго — Бора (синонимы — эффект Вериго, эффект Бора) — зависимость степени диссоциации оксигемоглобина от величины парциального давления углекислоты в альвеолярном воздухе и крови, при снижении которого сродство кислорода к гемоглобину повышается, что затрудняет переход кислорода из капилляров в ткани. Эффект этот был открыт независимо друг от друга русским физиологом Б. Ф. Вериго в 1892 году и датским физиологом К. Бором в 1904 году.

## История открытия
Основу разработки проблемы гипоксии заложил русский учёный-физиолог И. М. Сеченов фундаментальными работами по физиологии дыхания и газообменной функции крови. Большое значение имеют также исследования русского физиолога Б. Ф. Вериго по физиологии газообмена в лёгких и тканях. Опираясь на идеи Сеченова о сложных формах взаимодействия между диоксидом углерода и кислородом в крови (Вериго работал в лабораториях Сеченова, И. Р. Тарханова и И. И. Мечникова), он впервые установил зависимость степени диссоциации оксигемоглобина от величины парциального давления углекислоты в крови.

## Биохимический механизм

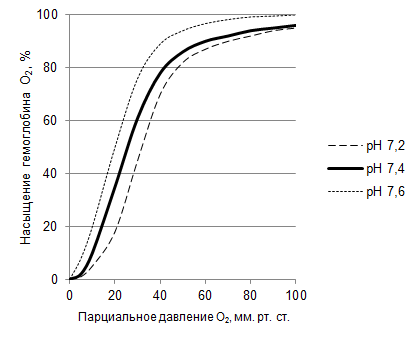
Эффект Вериго — Бора: влияние pH на кривую насыщения гемоглобина кислородом

В клетках периферических тканей органическое топливо окисляется в митохондриях с использованием кислорода (клеточное дыхание), доставляемого гемоглобином из лёгких; при этом в качестве продуктов образуются углекислый газ, вода и другие соединения. Образование углекислого газа в тканях одновременно приводит и к повышению концентрации ионов H+ (то есть к понижению pH), поскольку при гидратации CO2 образуется H2CO3 — слабая угольная кислота, диссоциирующая на ионы H+ и бикарбонат-ионы:
H2CO3 ⇄ H+ + HCO3-.
Гемоглобин переносит значительную долю (около 20 %) общего количества CO2 и ионов H+, образующихся в тканях и поступающих в лёгкие и почки, обеспечивающих выделение этих продуктов.
За много лет до открытия этого механизма было обнаружено, что на связывание кислорода гемоглобином очень сильное влияние оказывает pH и концентрация CO2: при присоединении CO2 и ионов H+ способность гемоглобина связывать O2 снижается. Действительно, в периферических тканях с относительно низким значением pH и высокой концентрацией CO2 сродство гемоглобина к кислороду падает. И наоборот, в лёгочных капиллярах выделение CO2 и сопутствующее ему повышение pH крови приводит к увеличению сродства гемоглобина к кислороду. Это влияние величины pH и концентрации CO2 на связывание и освобождение O2 гемоглобином и называют эффектом Вериго — Бора.
Реакция связывания кислорода гемоглобином в виде
Hb + O2 ⇄ HbO2
в действительности отражает неполную картину, поскольку не учитывает дополнительные лиганды H+ и CO2.
Чтобы объяснить влияние концентрации ионов H+ на связывание кислорода, следует записать эту реакцию в иной форме:
HHb+ + O2 ⇄ HbO2 + H+,
где HHb+ — протонированная форма гемоглобина. Из этого уравнения следует, что кривая насыщения гемоглобина кислородом зависит от концентрации ионов H+. Гемоглобин связывает и O2, и ионы H+, но между этими двумя процессами существует обратная зависимость. Если парциальное давление кислорода велико (что наблюдается, например, в лёгких), то гемоглобин связывает его, освобождая при этом ионы H+. При низком парциальном давлении кислорода (что имеет место в тканях) связываться с гемоглобином будут ионы H+.
Эффективность связывания гемоглобином углекислого газа (с образованием карбаминогемоглобина, чаще именуемого карбгемоглобином) находится в обратной зависимости от связывания кислорода. В тканях часть избыточного CO2 связывается с гемоглобином, сродство последнего к O2 снижается, и происходит высвобождение кислорода. В лёгких же связывается избыток O2 воздуха, тем самым сродство гемоглобина к CO2 уменьшается, и CO2 выделяется в альвеолярный воздух, способствуя лёгкому закислению крови за счёт ионов H+, возникающих при диссоциации угольной кислоты (см. выше).
Описанные зависимости делают молекулу гемоглобина великолепно приспособленной к осуществлению совместного переноса эритроцитами кислорода, углекислого газа и ионов H+.